# زاخار بريلبين
زاخار بريلبين (بالروسية: Захар Прилепин) هو كاتب وصحفي وزعيم سياسي روسي وعالم لغة وذو نزعة قومية.
في السادس من ماي عام 2023، تعرض زاخار بريلبين إلى محاولة اغتيال من خلال عملية إرهابية فجرت سيارته فقتلت سائقه الشخصي، وجرحته.

## سيرته
ولد زاخار بريلبين في السابع من يوليوز عام 1975 في مقاطعة ريازان، أبوه مدرس وأمه ممرضة. عاشت العائلة هنالك إلى أن انتقلت إلى مدينة دزيرجينسك في عام 1984. درس علم اللغة في كلية علم اللغة في جامعة نيجني نوفغورود الحكومية.
1. 1 2   https://web.archive.org/web/20230507023724/https://novayagazeta.eu/articles/2023/05/06/plokhoi-uchenik-limonova. مؤرشف من الأصل في 2023-05-07. {{استشهاد ويب}}: |archive-url= بحاجة لعنوان (مساعدة) والوسيط |title= غير موجود أو فارغ (من ويكي بيانات) (مساعدة)